# كونور أوسوليفان
كونور أوسوليفان (بالإنجليزية: Conor O'Sullivan)‏ هو لاعب قذف أيرلندي، ولد في 8 مارس 1989 في Glanmire ‏ في جمهورية أيرلندا.